# Omicron Lupi
Omicron Lupi (ο Lupi, ο Lup) è una stella binaria situata nella costellazione del Lupo. La stella, così come altre stelle della costellazione del Lupo, è un membro dell'associazione stellare Scorpius-Centaurus, e più precisamente del sottogruppo Centauro superiore-Lupo. Situata a circa 400 anni luce dal sistema solare, come calcolato dalla parallasse misurata da Hipparcos, la sua magnitudine apparente pari a +4,323 (diminuita, alla detta distanza, di un fattore di estinzione di 0,13±0,01 a causa della polvere interstellare) fa sì che questa stella sia visibile a occhio nudo nell'emisfero australe.

## Caratteristiche fisiche
Diverse osservazioni hanno permesso di determinare che Omicron Lupi è una stella binaria visuale, ossia una stella binaria le cui componenti sono sufficientemente separate perché si possa osservarle con il telescopio o persino con un potente binocolo, avente le due componenti separate da una distanza angolare di 0,1 arcosecondi. La componente primaria, ο Lup A, è stata classifica come subgigante blu di classe spettrale B5 e classe di luminosità IV, con una magnitudine apparente pari a 4,84 e una massa e un raggio pari, rispettivamente, a 5,7 e 3,5 volte quelli del Sole. Le variazioni della velocità radiale della componente primaria hanno permesso di stimare l'esistenza di un'altra stella che ruota assieme ad essa attorno a un comune centro di massa, ossia ο Lup B, che non è però mai stata osservata e la cui magnitudine apparente è +5,27, da cui ο Lup A è separata di almeno 17 unità astronomiche, tanto che il periodo della stella binaria è di almeno 27 anni. L'effetto Zeeman presente nelle linee spettrali della componente primaria, che irradia con una luminosità pari a 1 260 volte quella della nostra stella e ha una temperatura efficace di circa 18000 K, indica la presenza di un campo magnetico con un'intensità che va dai -97 ai 677 G.